# Francesco Bruni (secrétaire pontifical)
Pour les articles homonymes, voir Francesco Bruni (homonymie) et Bruni.
Francesco Bruni, né à Florence sans doute vers 1315, mort probablement dans la même ville peu après le 4 avril 1385, est un homme politique florentin du XIVe siècle, ami et correspondant de Pétrarque, Boccace, Coluccio Salutati.

## Biographie
Il apparaît dans les annales de Florence en janvier 1353, lorsqu'il est élu notaire du conseil des prieurs du quartier San Giovanni. Sa date de naissance, très incertaine, est évaluée d'après des formules utilisées à son endroit dans des lettres de Pétrarque (qui le déclare plus jeune que lui-même dans une lettre de 1363, mais le qualifie de « vieux » dans une lettre de 1371, etc.).
Il fit la connaissance de Boccace en 1353, quand l'écrivain revint de Ravenne à Florence. En 1360, il fut envoyé en Romagne, comme ambassadeur de la république de Florence, auprès du seigneur Vanni Ubaldini di Susinana. À son retour, il fut nommé, par un décret du 14 décembre 1360, lecteur de rhétorique au Studium generale de Florence, pour une durée d'un an. En septembre 1361 commença sa correspondance de plus d'une décennie avec Pétrarque ; les deux hommes n'eurent jamais l'occasion de se rencontrer personnellement.
Peu après l'élection comme pape d'Urbain V (septembre 1362), Bruni, sans doute insatisfait de sa situation à Florence, se rendit à Avignon, connaissant probablement le nouveau pape qui avait été légat en Italie. Il fut nommé secrétaire pontifical le 3 février 1363. Il exerça ensuite cette fonction sous trois papes (Urbain V, Grégoire XI, Urbain VI), jusqu'en 1382.
Il rentra en Italie en 1366, pour préparer le retour à Rome d'Urbain V, qui eut lieu en mai 1367. De l'été 1367 jusqu'en mars 1370, il eut pour « coadjuteur privé » Coluccio Salutati, qu'il connaissait apparemment déjà, et avec qui il fut lié d'une étroite amitié. Ensuite, la fonction fut occupée par le jeune Giovanni Malpaghini, ancien secrétaire de Pétrarque.
La curie pontificale rentra à Avignon en septembre 1370 (Urbain V y mourut le 19 décembre). Le successeur, Grégoire XI, qui confirma Bruni dans ses fonctions, retourna à Rome en 1376. Bruni, apparemment fatigué par la lourde charge qu'il remplissait, séjourna à Florence de la fin 1377 à avril 1378 ; Grégoire XI mourut le 27 mars, et Bruni rentra à Rome pour l'élection du nouveau pontife, Urbain VI, qui le reconduisit dans ses fonctions. Il démissionna en 1382, et retourna à Florence, où il fut élu gonfalonier de justice pour la période de juillet 1383 à août 1384. Le dernier document qui le montre en vie concerne un don de livres qu'il fit le 4 avril 1385 au couvent Sainte-Marie-des-Anges.
Il était marié à une femme du nom de Selvaggia di Pietro Sachetti, et on lui connaît quatre fils et une fille. 
L'un de ses fils, Mariotto, fut son collaborateur à la curie pontificale au moins à partir de 1367.
Les lettres privées de Francesco Bruni sont malheureusement perdues, et on conserve seulement les lettres que lui adressèrent Pétrarque (la première le 8 septembre 1361) et Coluccio Salutati (la première le 3 novembre 1367). Quant à Boccace, on sait qu'il l'accueillit notamment à Avignon en août 1365, et à Rome en octobre 1367 (il lui recommanda Coluccio Salutati en cette occasion). 